# ジムロック (出版社)
ジムロック（N. Simrock）は、ニコラウス・ジムロックが設立したドイツの音楽出版社。19世紀、多くのドイツ人クラシック音楽作曲家の作品を世に出したが、1929年にアントン・J・ベンヤミンに買収された。
会社の起こりは1793年のボンで、創業者はニコラウス・ジムロックであった。19世紀には息子のペーター・ヨーゼフが事業を拡大、さらにその息子であるフリッツが1870年に本拠地をベルリンへと移した。その後、彼の甥にあたるハンス・ジムロックに事業は引き継がれ、1907年にはライプツィヒの音楽出版社バルトルフ・ゼンフを買収している。1911年にアルベルト・アーンの出版社と合併してアーン・ウント・ジムロックとなりボンとベルリンに本社を置くが、同社との関係は後に解消される。ジムロックは1929年にライプツィヒの出版者アントン・J・ベンヤミンへと売却された。ベンヤミンは1951年にハンブルクで事業を再開し、2002年にブージー・アンド・ホークスに吸収された。ジムロックの文書や印刷板は第二次世界大戦で失われており、古い版から再構成しなければならなかった。残されていた文書の大半は現在ライプツィヒにあるザクセン州立公文書館に収蔵されているが、一部は1990年代と2000年代初頭に分散されている
。
ジムロックはクラシック音楽の作曲家として紛れもない実力者らによる作品の最初の出版社であった。そうした作曲家にはモーツァルト（『魔笛』。手書きの写譜と考えられる）、ハイドン、ベートーヴェン（13作品の初版）、シューマン（交響曲第3番など）、ブラームス、メンデルスゾーン（オラトリオ『エリヤ』、『聖パウロ』など）、ブルッフ（ヴァイオリン協奏曲第1番など）、ドヴォルザーク、ヨハン・シュトラウス2世（『皇帝円舞曲』、『もろびと手をとり』など）、スークらがいる。